# 石津の戦い
石津の戦い（いしづのたたかい）とは、南北朝時代の延元3年/暦応元年5月22日（1338年6月10日）に和泉国堺浦・石津（現在の大阪府堺市一帯）において、南朝陸奥将軍府の公卿・鎮守府大将軍北畠顕家と北朝・室町幕府の執事高師直・師泰兄弟が戦った合戦。石津合戦・堺浦合戦・堺浜合戦などの異名がある。南朝は敗退し、顕家ら主だった武将が多く戦死した。

## 経緯
延元元年/建武3年（1336年）暮れに、足利尊氏に対抗するために京都を脱出して吉野に逃れた後醍醐天皇は、陸奥国多賀城にいる北畠顕家に対して義良親王（後の後村上天皇）を奉じて上洛して尊氏を討つように命じた。
だが、顕家に反抗する北朝方の領主に攻められて南陸奥の南朝方拠点である霊山城に追われ、ようやく北朝方の抵抗を排して霊山城より南下を開始したのは翌年の8月であった（『太平記』の物語では10万騎の大軍と描かれる）。だが、騎馬隊を巧みに用いた戦略が功を奏し、延元2年/建武4年12月25日（1338年1月16日）には斯波家長を攻め滅ぼして鎌倉を占領した。その後、箱根を突破して美濃国青野原の戦いで北朝方を破った。

## 戦闘と顕家の死
しかし、北朝方主力が近江国から美濃に入ったことを知った顕家は伊勢国に逃れて軍勢の立て直しを図る。顕家は2月21日に大和国を占領するが、7日後に般若坂の戦いで北朝方桃井直常に敗れて敗走する。
このため青野ヶ原の戦いに伊勢から駆けつけていた顕家の弟、北畠顕信の軍勢は男山に入り、顕家は義良親王を秘かに吉野へ送った後、河内国から和泉国に転戦して戦力再建を図り、3月に天王寺に集結した兵を分け、顕信やその将兵を救援するため差し向けた。
西上してきた南朝軍の軍勢の旗印といえる親王もすでに吉野に遷し、兵を分け寡勢となっていた顕家の軍は、5月6日（西暦5月25日）には石津・堺浦を焼討にして、細川顕氏・日根野盛治ら現地の北朝方勢力と尚も交戦を続けた。これに対して尊氏の命で兵1万8千を率い、男山の顕信に備えていた師直は、自ら兵を分け顕家討伐に向かい、5月16日（西暦6月4日）に天王寺から堺浦に向かって出撃、顕家の軍兵を待ち受けていた。
5月22日（西暦6月10日）、堺浦で両軍は激突、顕家軍は善戦したものの寡勢に加え、長征の疲労や北朝方についた瀬戸内海水軍の支援攻撃まで受けて死地に立たされ、顕家は兵200とともに石津で北朝方に包囲されて決死の戦いを続け吉野に向かうが、奮戦中に落馬。
顕家は討ち取られ、名和義高・南部師行らの西上軍の有力武将も戦死、南朝軍の主力は壊滅した。これによって、南朝は大打撃を受ける一方、北朝方の室町幕府は中央のみならず顕家の根拠地であった奥州においても有利な戦いを進めていくことになった。